# Eqrem Çabej
Eqrem Çabej est un linguiste et chercheur historique albanais né le 7 août 1908 à Eskisehir, et mort à Rome le 13 août 1980. Il fit ses études en Autriche, à l'université de Graz, puis à Vienne. De retour en Albanie en 1933, il y enseigna dans plusieurs lycées. Après les années de guerre passées à Rome, il fut nommé chercheur à l'Institut des Sciences de Tirana (la future Université de Tirana) où il enseigna la linguistique albanaise. En 1972, il participa à la fondation de l'Académie des Sciences d'Albanie.
Il a publié de nombreuses études et articles scientifiques sur la littérature, l'ethnologie et la linguistique albanaises, ses recherches les plus importantes concernant la linguistique et plus précisément l'origine de la langue albanaise.